# Маслов, Сергей Михайлович
Сергей Михайлович Маслов (25 сентября 1912, с. Дурасово,  Уфимская губерния, Российская империя —  1 августа 1972, Киев, УССР, СССР) — советский военачальник, генерал-майор (1958).

## Биография
Родился 25 сентября 1912 года в селе Дурасово, ныне деревня Дурасово, Рассветовский сельсовет, Белебеевский район, Башкортостан, Россия. Русский.
До службы в армии  работал счетоводом и секретарем рабкома в совхозе «Большевик» Черлакского района Омской области.

## Военная служба
С мая 1931 года находился на подготовительных курсах для поступления в Омскую пехотную школу им. М. В. Фрунзе (кандидатом), затем с 26 сентября зачислен курсантом этой школы. В 1932 году вступил в ВКП(б). После окончания с ноября 1934 года служил командиром взвода и помощником начальника штаба в 234-м стрелковом полку 78-й стрелковой дивизии СибВО в городе Барнаул. В 1939 году поступил на заочное отделение Военной академии им. М. В. Фрунзе. С сентября 1939 года в том же округе был помощником начальника 1-го (оперативного), а с декабря — начальником 4-го отделений штаба 107-й стрелковой дивизии. С июля 1940 года служил командиром роты курсантов, а с марта 1941 года — начальником учебной части курсантского батальона в Белоцерковском стрелково-пулеметном училище.

### Великая Отечественная война
С началом  войны в июле 1941 года училище было переведено в город Томск и переименовано в Томское пехотное, а старший лейтенант  Маслов назначен в нем командиром батальона курсантов. С октября исполнял должность начальника 1-й (оперативной) части штаба 45-й курсантской стрелковой бригады СибВО. После сформирования она была выведена в резерв Ставки ВГК, затем в декабре включена в 3-ю ударную армию и воевала на Северо-Западном (с 27 декабря) и Калининском (с 21 января 1942 г.) фронтах. В январе — феврале 1942 года участвовал с ней в Торопецко-Холмской наступательной операции, был ранен. В марте назначен начальником штаба этой же бригады. В апреле она была передана 1-й ударной армии Северо-Западного фронта и вела бои в районе Залучье.
19 декабря 1942 подполковник  Маслов назначен начальником штаба 397-й стрелковой дивизии. В феврале 1943 года участвовал с ней в Демянской наступательной операции. В конце марта — начале апреля она была выведена в резерв Ставки ВГК и переброшена в Степной ВО (в район г. Ефремов), затем вошла в 63-ю армию Брянского фронта и участвовала в Курской битве, Орловской и Брянской наступательных операциях. В начале октября 1943 года ее части переправились через реку Сож и вступили на территорию Белоруссии.  С середины ноября 1943 года дивизия в составе той же 63-й армии Белорусского фронта принимала участие в Гомельско-Речицкой наступательной операции. С подходом к городу Рогачёв в начале декабря она была переброшена в 13-ю армию 1-го Украинского фронта и участвовала в Житомирско-Бердичевской наступательной операции, в освобождении городов Коростень, Домбровица (Дубровица) и Сарны. Приказом Верховного главнокомандующего № 06 от 14.1.1944 ей было присвоено наименование «Сарненская». С 27 января 1944 года ее части принимали участие в Ровно-Луцкой наступательной операции (в общем направлении на Ковель), затем находились в обороне (на правом фланге 1-го Украинского фронта). За эти бои полковник  Маслов был награжден орденом Отечественной войны 2-й степени. В начале марта дивизия находилась в подчинении 47-й и 70-й армий, затем с 13 марта вошла в 61-ю армию и в ее составе воевала на 2-м Белорусском, Белорусском (с 6 апреля) и 1-м Белорусском (с 17 апреля) фронтах. Участвовала в Полесской, Белорусской, Люблин-Брестской наступательных операциях. В августе 1944 года   Маслов был тяжело ранен. За боевые отличия награжден орденами Красного Знамени и Богдана Хмельницкого 2-й ст.
29 ноября 1944 был допущен к командованию 212-й стрелковой Кричевской Краснознаменной орденов Суворова и Кутузова дивизии. С 25 декабря она в составе 61-й армии была переведена с 1-го Прибалтийского фронта на 1-й Белорусский и участвовала в Висло-Одерской, Варшавско-Познанской, Восточно-Померанской и Берлинской наступательных операциях. За умелое командование дивизией в операциях заключительного этапа войны полковник  Маслов был награжден вторым орденом Красного Знамени и орденом Кутузова 2-й	ст.
За время войны комдив Маслов был пять раз персонально упомянут в благодарственных в приказах Верховного Главнокомандующего.

### Послевоенное время
В июле 1945 года зачислен в распоряжение Военного совета ГСОВГ, затем назначен начальником управления окружной военной комендатуры Берлинского округа Советской оккупационной зоны в Германии.
С января 1946 года по февраль 1948 года учился в Высшей военной академии им. К. Е. Ворошилова, после окончания назначен начальником штаба 5-го гвардейского стрелкового корпуса 39-й армии Приморского ВО.
С ноября 1949 года исполнял должность заместителя начальника Оперативного управления штаба Приморского ВО.
С августа 1953 года командовал 264-й стрелковой дивизией ДВО, переименованной в июне 1955 года в 41-ю стрелковую.
С января 1956 года исполнял должность начальника оперативного отдела и заместителя начальника Оперативного управления штаба Войск ПВО страны.
С сентября 1957 года был начальником штаба и заместителем командующего Уральской армией ПВО.
С декабря 1959 года генерал-майор Маслов — 1-й заместитель командующего Киевской армией ПВО.
С мая 1960 года  командовал 14-й отдельной армией ПВО. Делегат XXII съезда КПСС.
7 мая 1962 года генерал-майор Маслов уволен в запас.

## Награды
СССР
- орден Ленина (30.12.1956)[4]
- три ордена Красного Знамени (09.06.1944[5], 30.05.1945[6],  19.11.1951[4])
- орден Кутузова II степени (06.04.1945)[7]
- орден Богдана Хмельницкого II степени (23.08.1944)[8]
- орден Отечественной войны II степени (17.04.1944)[9]
- три ордена Красной Звезды (в том числе 04.08.1943[10], 05.11.1946[4])

медали в том числе:
- - «За боевые заслуги» (03.11.1944)[4]
  - «За оборону Москвы»
  - «За победу над Германией в Великой Отечественной войне 1941—1945 гг.»
  - «За взятие Берлина»
  - «За освобождение Варшавы»

Приказы (благодарности) Верховного Главнокомандующего в которых отмечен С. М. Маслов.
- За вторжение в пределы немецкой Померании и овладение городами Шенланке, Лукатц-Крейц, Вольденберг и Дризен — важными узлами коммуникаций и мощными опорными пунктами обороны немцев. 29 января 1945 года. № 265.
- За выход на побережье Балтийского моря в районе города Кольберг, овладение городами Бервальде, Темпельбург, Фалькенбург, Драмбург, Вангерин, Лабес, Фрайенвальде, Шифельбайн, Регенвальде и Керлин – важными узлами коммуникаций и сильными опорными пунктами обороны немцев в Померании. 4 марта 1945 года. № 288.
- За овладение городами Штаргард, Наугард, Польцин — важными узлами коммуникаций и мощными опорными пунктами обороны немцев на штеттинском направлении. 5 марта 1945 года. № 290
- За овладение штурмом городами Голлнов, Штепенитц и Массов – важными опорными пунктами обороны немцев на подступах к Штеттину. 7 марта 1945 года. № 295.
- За овладение городом Альтдамм и ликвидацию сильно укрепленного плацдарма немцев на правом берегу реки Одер восточнее Штеттина. 20 марта 1945 года. № 304

Других государств
- рыцарский крест ордена «Виртути Милитари» (ПНР)
- медаль «За Варшаву 1939—1945» (ПНР)
- медаль «За Одру, Нису и Балтику» (ПНР)
- две медали «Китайско-советской дружбы» (КНР)